# Veicolo da combattimento della fanteria

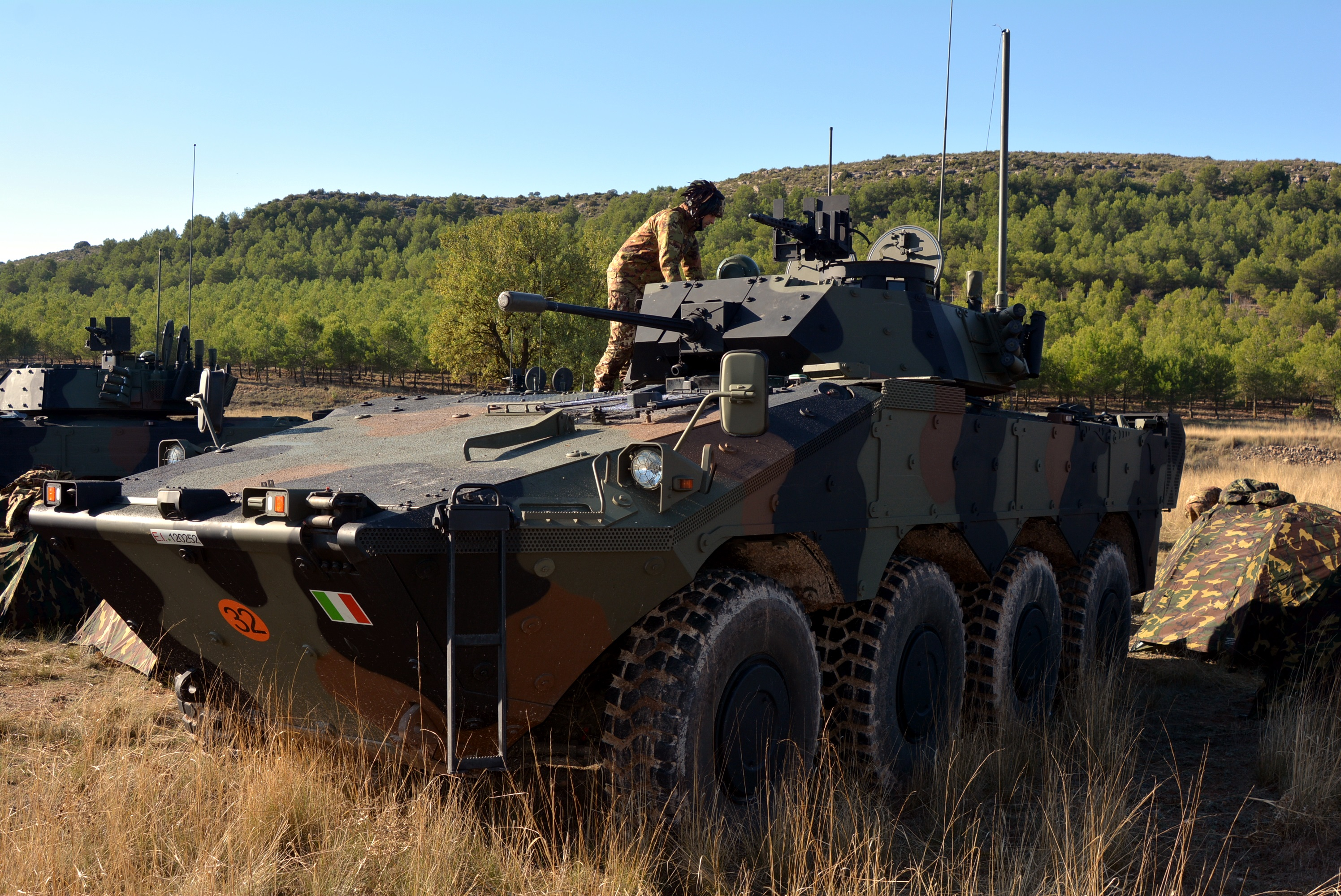
Il Freccia, IFV ruotato.

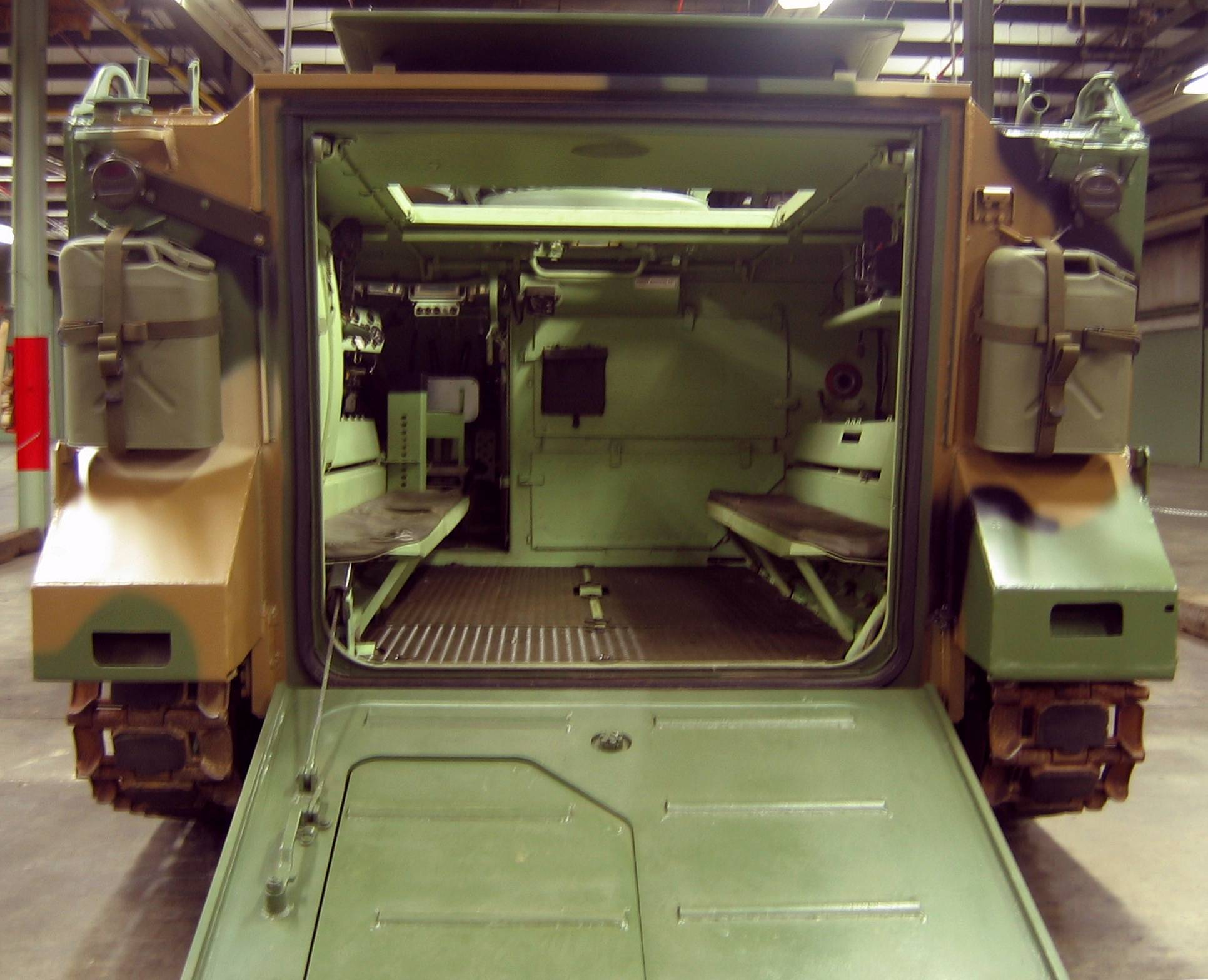
Il vano interno dell'M113

Un veicolo corazzato da combattimento della fanteria, in inglese (Armoured) Infantry Fighting Vehicles, da cui la sigla (AIFV), sono i mezzi da cui la fanteria può combattere senza dover scendere a terra.

## Utilizzo di termini differenti
I termini per indicarli nelle diverse lingue, secondo il CFE, sono:
- (EN)  Armoured infantry fighting vehicle – AIFV
- (FR)  Véhicule blindé de combat d'infanterie – VBCI
- (DE)  Schützenpanzer – SPz
- (IT)  Veicolo corazzato da combattimento per la fanteria – VCCF
- (RU)  Боевая машина пехоты – БМП (traslitterato: Boyevaya mashina pekhoty – BMP)
- (ES)  Vehículo acorazado de combate de infantería – VACI

Questi mezzi corazzati appartengono alla categoria dei "veicoli corazzati da combattimento" (armoured combat vehicles) che ricomprende anche i "veicoli corazzati da trasporto truppa" (armoured personnel carrier) e "veicoli da combattimento ad armamento pesante" (heavy armament combat vehicles), questi ultimi sono veicoli da ricognizione/cacciacarri e carri armati leggeri con armamento più pesante rispetto alle categorie precedenti, per esteso con un cannone di calibro ≥ a 75 mm.
Altri termini e sigle usate per indicare questi veicoli in italiano sono:
- veicolo da trasporto e combattimento – VTC;
- veicolo da combattimento corazzato – VCC (termine usato in Italia per la serie VCC e per il VCC-80 Dardo).

I veicoli da combattimento della fanteria si distinguono dai veicoli trasporto truppe perché i loro scopi fondamentali sono:
- permettere al personale a bordo di combattere anche senza scendere a terra;
- supportare con il proprio armamento il personale dopo che è sceso a terra.

Questo comporta:
- una maggiore vicinanza del mezzo alla linea di fuoco (e di conseguenza la necessità di una maggiore protezione);
- la necessità di un armamento che abbia anche funzioni offensive (un cannone del calibro ≥ a 20 mm).

Morfologicamente i veicoli da combattimento della fanteria, considerando il maggior peso sia dell'armamento che della protezione rispetto a veicoli da trasporto truppe, sono spesso cingolati, tuttavia esistono anche modelli ruotati (6x6 o 8x8).

## Definizione
The term “armoured infantry fighting vehicle” means an armoured combat vehicle which is designed and equipped primarily to transport a combat infantry squad, which normally provides the capability for the troops to deliver fire from inside the vehicle under armoured protection, and which is armed with an integral or organic cannon of at least 20 millimetres calibre and sometimes an antitank missile launcher. Armoured infantry fighting vehicles serve as the principal weapon system of armoured infantry or mechanised infantry or motorised infantry formations and units of ground forces. 

The term “heavy armament combat vehicle” means an armoured combat vehicle with an integral or organic direct fire gun of at least 75 millimetres calibre, weighing at least 6.0 metric tonnes unladen weight, which does not fall within the definitions of an armoured personnel carrier, or an armoured infantry fighting vehicle or a battle tank.»
Il termine "veicolo corazzato da combattimento di fanteria" significa un veicolo corazzato di combattimento, progettato ed equipaggiato principalmente per trasportare una squadra di fanteria in assetto di combattimento, che normalmente consente alla squadra trasportata di fare fuoco dall'interno del veicolo avvalendosi della protezione a mezzo corazza e che è armato con un cannone incorporato o organico dal calibro minimo di 20 millimetri e, talvolta, di un lanciatore di missili controcarro. I veicoli corazzati da combattimento di fanteria sono in servizio come il principale sistema d'arma per formazioni ed unità di fanteria corazzata o di fanteria meccanizzata o di fanteria motorizzata delle forze terrestri. 

Il termine "veicolo da combattimento ad armamento pesante" significa un veicolo corazzato da combattimento con un cannone incorporato o organico a puntamento diretto dal calibro minimo di 75 millimetri, del peso minimo, a vuoto, di 6 tonnellate metriche, che non ricade nelle definizioni di veicolo corazzato da trasporto truppa, di veicolo corazzato da combattimento di fanteria o di carro armato.»
(OSCE, Trattato sulle forze armate convenzionali in Europa)

## L'origine
L'origine dei veicoli da combattimento della fanteria segue lo sviluppo dei veicoli trasporto truppe (VTT), iniziata nel corso della seconda guerra mondiale. Già dopo la prima guerra mondiale, con la comparsa del carro armato gli studi sulla metodologia di impiego di questo mezzo portarono, subito dopo la fine della guerra, alla constatazione che i carri non potevano operare isolatamente, ma dovevano agire coordinati con le altre armi, ed in particolare la fanteria. Da questa constatazione nascevano inizialmente i VTT. Nel corso della seconda guerra mondiale furono sviluppati in Germania dei semicingolati per una squadra di fanteria (Sd.Kfz. 250) e uno per il trasporto di 12 uomini equipaggiati (Sd.Kfz. 251). Questi due veicoli, sebbene classificati come veicoli trasporto truppe, in realtà erano veicoli da combattimento della fanteria, dato che le truppe presenti a bordo potevano usare le armi individuali e di squadra senza scendere dal veicolo. Analogamente, l'US Army impiegò gli M2 Half-track. Tuttavia, considerando che questi veicoli erano a cielo aperto, quindi non fornivano protezione alle truppe trasportate nei confronti di schegge di artiglieria o di bombe a mano, i successivi veicoli trasporto truppe furono protetti anche superiormente, impedendo quindi alle truppe trasportate di utilizzare il proprio armamento. Unico veicolo sviluppato all'epoca tenendo conto di queste lacune nel campo della protezione delle truppe trasportate, fu il canadese Kangaroo, un VTT corazzato derivato dal carro armato statunitense M4 Sherman che però non vide una larga diffusione neppure nell'esercito canadese: nonostante il miglioramento ottenuto nei confronti dei vari semicingolati tedeschi e statunitensi in termini di protezione e di mobilità (era un mezzo "tutto-cingoli" con protezione completa anche sul cielo del veicolo, oltre che molto spessa) era molto costoso (si trattava pur sempre di un mezzo derivato da un carro armato medio) e la fanteria trasportata, poco numerosa, non poteva utilizzare da bordo il proprio armamento individuale.
L'immediato dopoguerra vide la contrapposizione di due ex-alleati (USA e Unione Sovietica) attorno ai quali si costituirono due alleanze (NATO e Patto di Varsavia) formate dai vari paesi che a loro erano legati per essere già stati alleati o rispettivamente occupati durante la Seconda Guerra Mondiale: tale caratterizzazione politica diventò la motivazione principale per lo sviluppo dei vari armamenti e delle dottrine militari adottate da parte dei paesi aderenti ai "due blocchi" da allora fino al 1989, compresi i mezzi da combattimento per la fanteria. Così, inizialmente i paesi aderenti al Patto di Varsavia si adeguarono alle consuetudini sovietiche che non prevedevano l'utilizzo di mezzi particolari per la fanteria (eccetto ovviamente i normali autocarri per il trasporto), mentre i paesi aderenti alla NATO si allinearono alle metodologie americane che prevedevano l'utilizzo di half-track per i reparti di fanteria inseriti nelle divisioni corazzate per accompagnare i carri armati.
Ben presto gli half-track, distribuiti dagli americani a tutti i propri alleati anche a seguito del Piano Marshall, vennero sostituiti da veicoli più adeguati alla guerra di movimento. Subito dopo la guerra ci furono vari tipi di APC, tra i quali l'M75, e l'M59. Dopo, gli statunitensi svilupparono un mezzo relativamente rivoluzionario: l'M113. Questo era completamente cingolato per avere una mobilità paragonabile a quella dei carri da combattimento che dovevano accompagnare, a differenza degli half-track, le truppe trasportate erano protette anche dall'alto (se tenevano chiusi i portelloni superiori), era dotato di portellone posteriore per rapidi sbarchi/reimbarchi dei fanti, essendo un mezzo leggero (era realizzato in alluminio, compresa la corazzatura) era anfibio senza preparazione ed infine, essendo anche relativamente economico, poteva essere prodotto in grandi quantità.
Tale mezzo costituì la dotazione standard di ogni unità di fanteria meccanizzata di ogni paese aderente alla NATO con due eccezioni: Francia e Germania, le quali svilupparono ciascuna un proprio mezzo specifico.

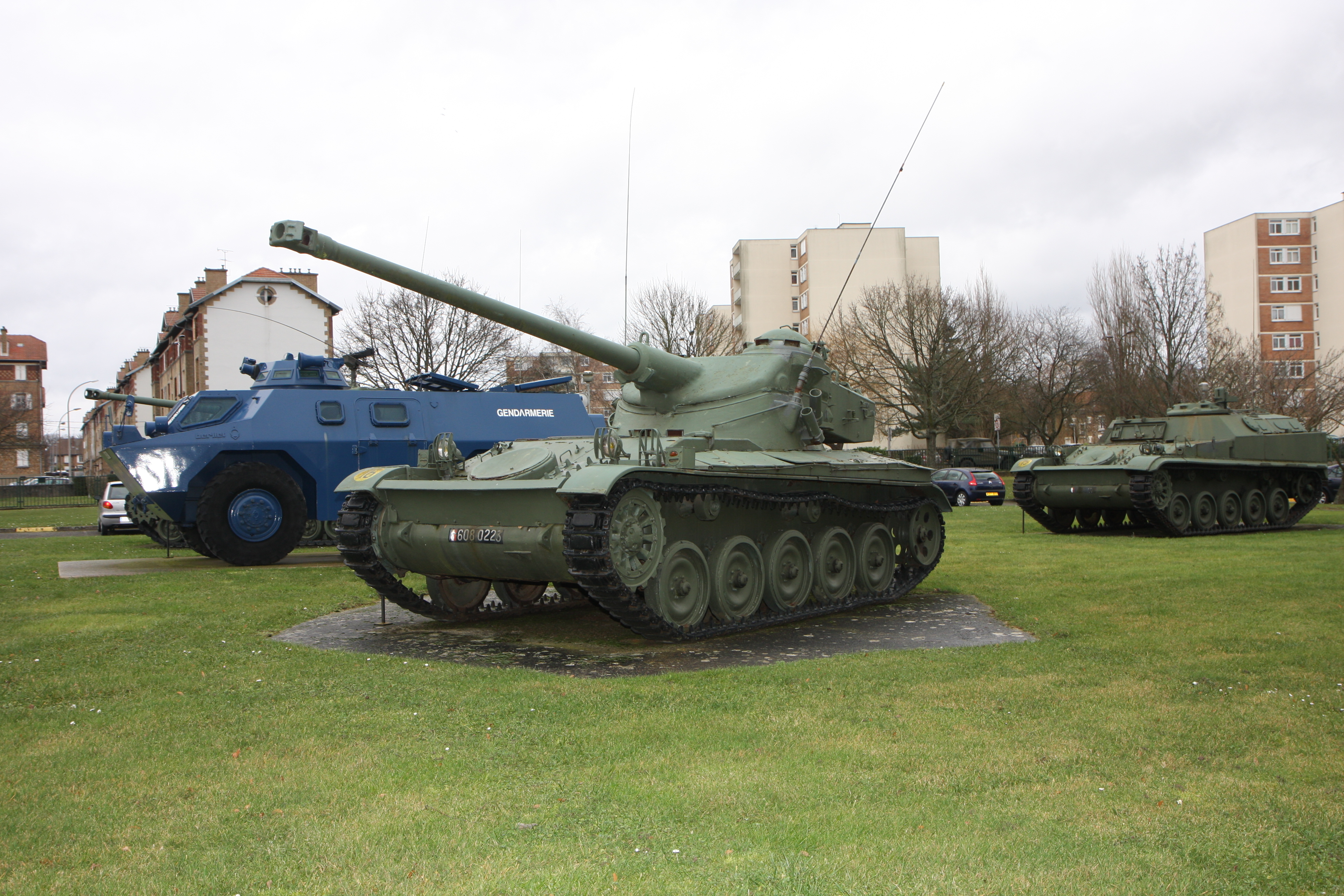
L'AMX-13

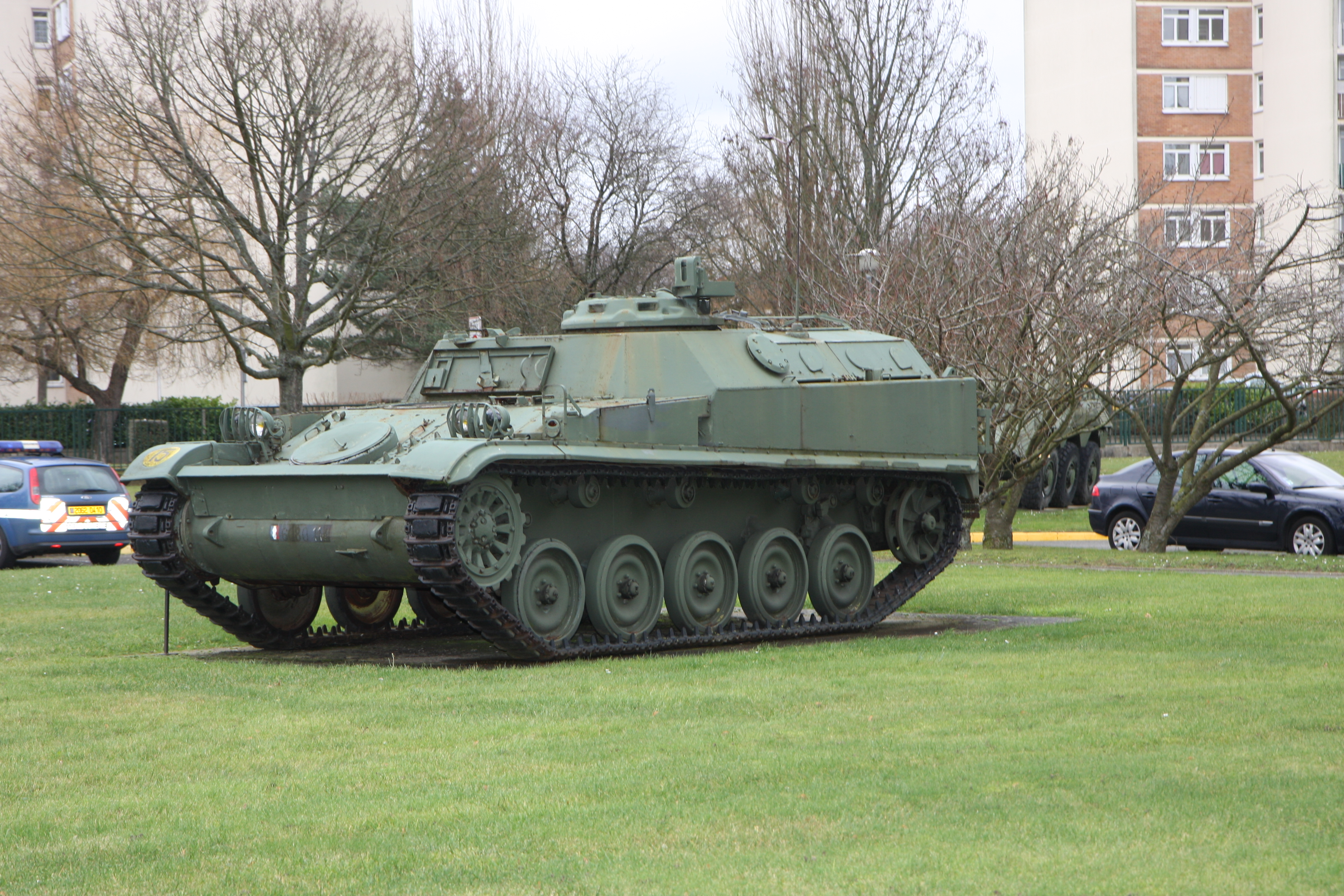
L'AMX-13 VCI

La Francia, per essere maggiormente autonoma, sviluppò un mezzo derivandolo dal carro leggero AMX-13 che inizialmente chiamò AMX-VTT (véhicule de transports de troupes), ancora più economico del M113 ma non anfibio: dotato di due portelli posteriori, inizialmente era equipaggiato con una mitragliatrice brandeggiabile manualmente sul tettuccio del mezzo (come nel caso dell'M113), poi fu dotato di torretta chiusa monoposto (inizialmente sempre con una mitragliatrice) che permetteva al capocarro/mitragliere di rimanere protetto anche utilizzando l'arma e fu ribattezzato AMX-VCI (véhicule de combat de l'infanterie).

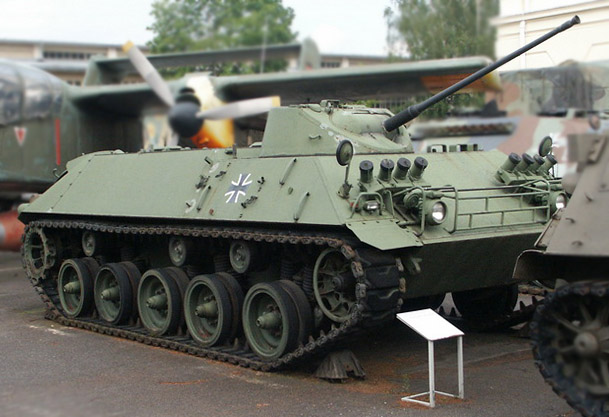
Lo Schützenpanzer Lang HS.30

La Germania invece, differenziò i mezzi per la fanteria: per le grandi unità prevalentemente di fanteria destinate alla guerra di movimento (fanteria meccanizzata) adottò il solito M113, mentre per i reparti di fanteria inseriti nelle vere e proprie divisioni corazzate (Panzerdivision) sviluppò un mezzo cingolato maggiormente protetto e dotato di un armamento più pesante: l'HS.30. Tale veicolo non era anfibio, ma questo non era sentito come un handicap: in fondo doveva accompagnare gli MBT e nemmeno loro lo erano. In compenso offriva una protezione maggiore alle truppe trasportate e, soprattutto, era dotato di una torretta monoposto ultracompatta dotata di un cannone automatico Hispano Suiza HS820 da 20 mm che offriva completa protezione al capocarro/mitragliere ed una potenza di fuoco inusitata all'epoca per mezzi del genere. Come nel caso dell'M113 aveva due portelli superiori che, aprendosi, consentivano agli uomini a bordo di sporgere dal mezzo ed utilizzare le armi individuali, mentre l'ingresso e l'uscita dal mezzo non erano particolarmente agevoli per la presenza di un solo portello posteriore di piccole dimensioni, anche perché il motore latero-posteriore non consentiva altra soluzione.
Nel corso della guerra del Vietnam apparve chiaro che le truppe portate sui veicoli trasporto truppe (particolarmente gli M113) erano svantaggiate da due fattori: se tenevano i portelli superiori aperti e sporgevano dal mezzo per utilizzare le armi individuali, perdevano la protezione superiore come ai tempi in cui utilizzavano gli half-track, se chiudevano i portelli superiori, non avevano la possibilità di vedere il campo di battaglia prima dello sbarco dal veicolo. Constatata questa esigenza tattica fu proposta una serie di studi per permettere alla fanteria di operare direttamente dal veicolo, quindi, all'atto dello sbarco, che resta comunque un'azione necessaria per l'occupazione fisica del terreno, avere già una chiara visione tattica del campo di battaglia. In attesa che tali studi esprimessero nuove soluzioni e nuovi mezzi, in alcuni eserciti (come negli Stati Uniti d'America o Israele) si adottarono scudature corazzate a protezione delle mitragliatrici brandeggiabili manualmente utilizzate a bordo dei VTT, eventualmente anche aumentandone il numero.

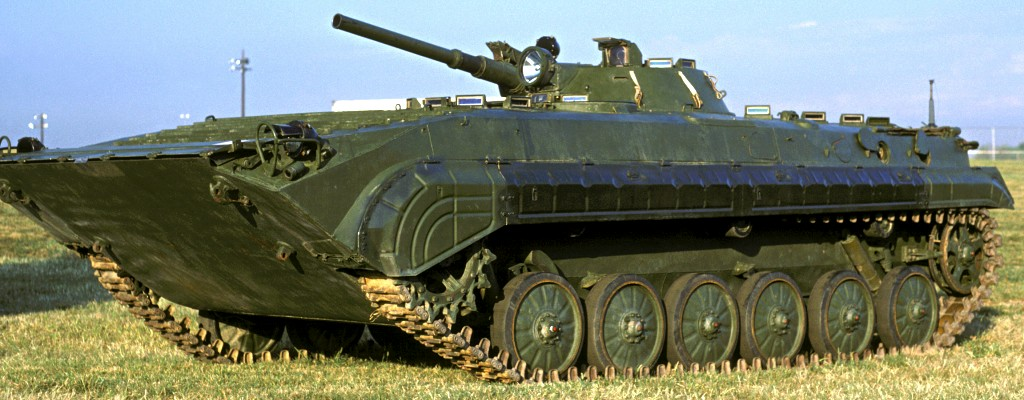
Il BMP-1

Era chiaramente una soluzione tampone, ma sembrava ancora adeguata in attesa di avere, con calma, indicazioni dagli studi che si stavano effettuando, quando accadde all'improvviso un fatto che avrebbe accelerato ogni programma relativo ai mezzi corazzati da trasporto e combattimento per la fanteria: in pochi anni (1970-1971) furono presentati dai sovietici numerosi e nuovi mezzi per la fanteria assolutamente rivoluzionari, nonché vennero svelati i relativi programmi di riequipaggiamento generale per tutte le unità di fanteria dei paesi legati al blocco sovietico che sarebbero diventate tutte meccanizzate (con veri e propri IFV cingolati) o motorizzate (con analoghi mezzi ruotati).
Questi veicoli, i BMP-1, avevano un cannone da 73 mm e un missile Maljutka, quindi potevano colpire e distruggere anche un carro armato normale, l'unico punto debole era l'armatura, relativamente sottile, ma comunque questi mezzi furono uno shock per i membri della NATO, che si affrettarono ad introdurre mezzi simili.

## Sviluppo dei veicoli da combattimento della fanteria

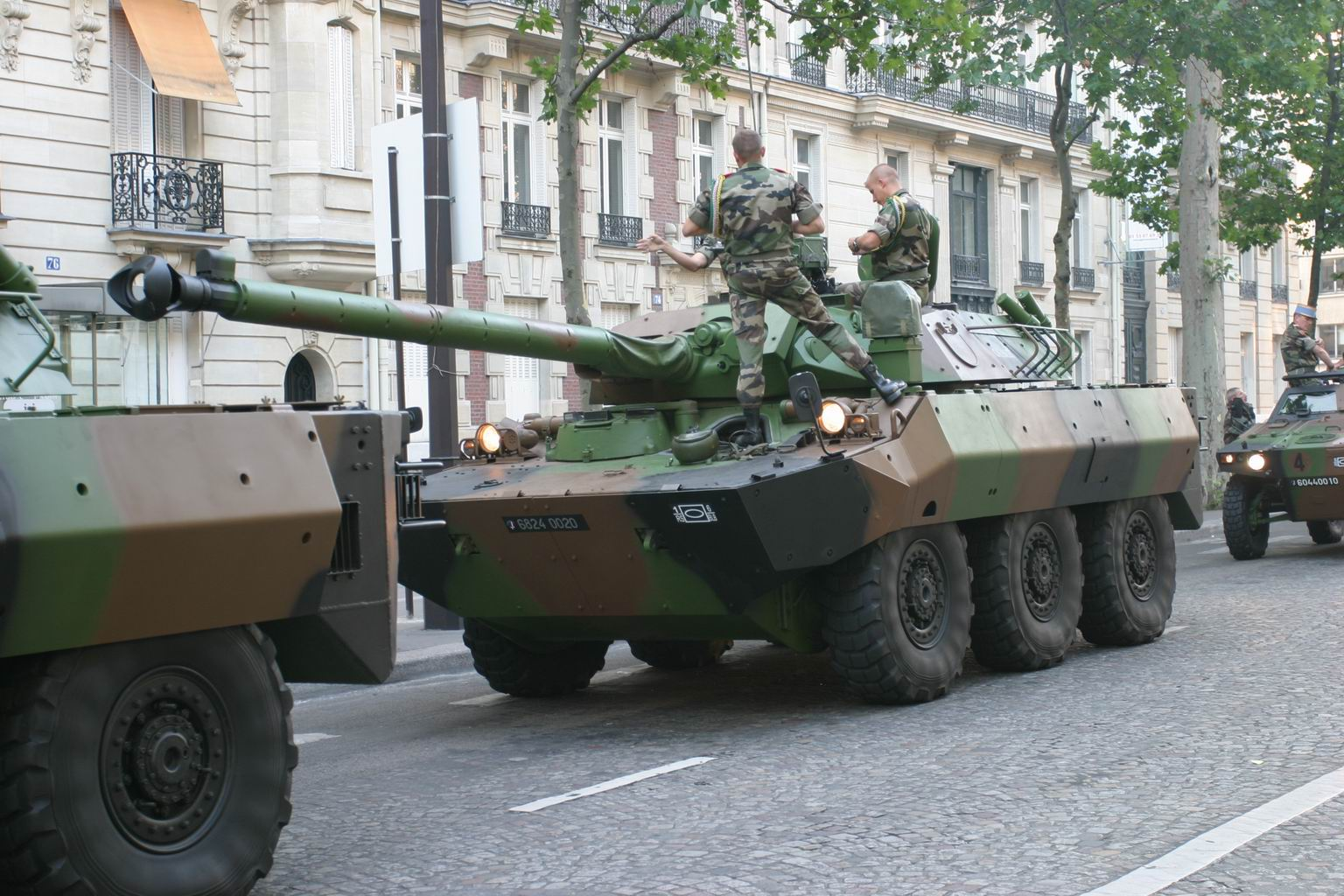
L'AMX-10RC, la più potente autoblindo ruotata e anfibia della sua epoca.

Dopo le esperienze vietnamite in Occidente iniziarono gli studi di veicoli in grado non solo di portare le fanterie sui campi di battaglia, ma anche di offrire loro la possibilità di combattere prima di scendere dal veicolo. I primi veicoli da combattimento fanteria furono sviluppati in Germania (prima il HS30 SPz-52 entrato in servizio tra il 1952 ed il 1954, poi il suo sostituto: il Marder, entrato in servizio a partire dal 1974, entrambi cingolati) e in Francia (l'AMX-10P a partire dal 1973).
Contemporaneamente erano stati effettuati studi sullo stesso problema in Unione Sovietica, e già nel 1970 venne messo in servizio il veicolo BMD-1, aviotrasportatile, subito seguito dal BMP-1 che ha dato origine ad una serie di veicoli (BMP-2 e BMP-3) validi ancora oggi. Al momento della loro apparizione, questi mezzi risultavano quasi rivoluzionari: erano tutti anfibi, tutti permettevano l'utilizzo delle armi individuali da parte dei fanti trasportati rimanendo protetti dalla blindatura dei mezzi utilizzando apposite feritoie ricavate direttamente nel vano trasporto e nella relativa corazzatura, tutti erano dotati di armamenti molto più potenti dei corrispettivi mezzi occidentali per poterli impegnare lasciando ai cannoni dei propri MBT il compito di ingaggiare solo i carri avversari.
Se un M113 era protetto lateralmente e posteriormente dai colpi delle armi individuali e poteva resistere frontalmente ai colpi di una mitragliatrice da 12,7 mm, poco poteva fare per resistere ai colpi del cannone da 73 mm di un BMD o di un BMP-1 o a quelli della mitragliera da 14,5 mm di un BTR-60. Se non bastava, il BMP-1 era dotato anche di un lanciatore di missili controcarro filoguidati: oltre ad essere un pericolo mortale per ogni VTT occidentale, un BMP poteva teoricamente essere anche un discreto caccia-carri oltre a poter ben supportare gli MBT nel sopprimere eventuali postazioni controcarro avversarie gestite dalla fanteria nemica appiedata, postazioni che risultavano estremamente vulnerabili ai colpi ad alto esplosivo sparati dal cannone da 73 mm. Al contrario, non si era certi dell'efficacia dei colpi da 12,7 mm delle mitragliatrici Browning M2HB che normalmente costituivano l'armamento d'appoggio dei VTT occidentali contro i nuovi mezzi corazzati da fanteria in fase di distribuzione tra le file sovietiche.
In ambito NATO, fu tale la preoccupazione generata dalla distribuzione dei nuovi materiali sovietici, che vennero accelerati tutti i programmi relativi ai nuovi VTT/IFV che da tempo erano in corso ma che non avevano mai ricevuto una particolare priorità. In Germania si decisero subito ad adottare il Marder nel 1974 quale sostituto degli HS30: come il mezzo precedente non era anfibio e questo agevolò l'adozione del veicolo che era ancora più pesante e protetto, dotato finalmente di motore anteriore, si migliorava la protezione anteriore e si aveva finalmente l'accesso al vano posteriore di carico tramite una rampa di grandi dimensioni (come nell'M113) che agevolava e velocizzava l'entrata/uscita della fanteria trasportata, la torretta era sempre dotata di un'arma da 20 mm, ma era un cannone automatico Rheinmatall Rh202 più moderno, con cadenza di tiro maggiore e sistemi di puntamento moderni. Inoltre la torretta era biposto e prevedeva un cannoniere ed un capocarro, con la possibilità di ripartire i compiti ed avere una migliore consapevolezza del campo di battaglia. Il vano di carico era dotato di blindosfere corazzate che permettevano l'uso delle armi individuali da parte dei fanti trasportati in completa sicurezza, protetti sia dalle schegge e dai colpi di armi fino al cal. 12,7 mm sia da eventuali agenti NBC (Nuclear, Biological, Chemical). Anche in Francia venne adottato l'AMX-10P nel 1973 con soluzioni analoghe a quelle del Marder tedesco, anche se il mezzo francese era più leggero e meno protetto, guadagnando per questo la capacità anfibia.
Negli Stati Uniti lo studio dei veicoli da combattimento della fanteria, effettuato in parallelo allo studio del carro armato da combattimento con cui doveva cooperare fin dagli anni settanta, ha prodotto nel 1981 i veicoli M2 Bradley e M3 Bradley. Questi mezzi, che si differenziano solo in particolari dovuti al fatto che il primo è impiegato dalle unità di fanteria mentre il secondo da quelle di cavalleria, del costo di circa 500000 $ (1980).
Anche gli altri eserciti occidentali hanno sviluppato i propri IFV cingolati quali componenti principali integrati nelle proprie forze corazzate: gli Inglesi hanno sviluppato, prodotto ed adottato il Warrior, gli italiani il VCC-80 Dardo, gli svedesi il CV-90, i tedeschi più recentemente il Puma. La tendenza attuale, con la riduzione del rischio di una guerra fra grandi potenze, vede soprattutto lo sviluppo di IFV ruotati ritenuti più adatti all'impiego in scontri asimmetrici. I sudafricani hanno sempre preferito i mezzi ruotati a quelli cingolati, data la vastità dei territori (peraltro quasi pianeggianti e quasi privi di corsi d'acqua che possano ostacolare le manovre) nei quali operano: un mezzo ruotato ha normalmente maggiore autonomia dati i consumi inferiori rispetto ad un veicolo cingolato oltre ad una velocità superiore in terreni di quel tipo.
Molti studi relativi agli IFV cingolati sono rimasti fermi a partire dagli ultimi anni del XX secolo, dato il costo elevato di simili veicoli, a favore di più semplici VTT e IFV ruotati, anche se non mancano le eccezioni (vedi il programma tedesco per la sostituzione del Marder con il Puma). Tra gli IFV ruotati si possono citare i Freccia italiani, la specifica versione del Boxer tedesco e del Bumerang russo.
Altra tendenza è quella di aggiornare gli IFV esistenti per adeguarli alle nuove minacce e cercare di contenere i costi (soprattutto se confrontati con quelli relativi allo sviluppo di un mezzo completamente nuovo): sempre più spesso vengono aggiunte blindature aggiuntive di vario tipo per migliorare la protezione del mezzo, anche sacrificando la possibilità d'uso dell'armamento individuale da parte dei soldati trasportati, visto che frequentemente le feritoie all'uopo predisposte vengono coperte da tali corazzature. Anche l'armamento è l'obiettivo di alcuni programmi di aggiornamento che spesso prevedono la sostituzione dell'armamento principale con cannoni di calibro superiore.

## Modelli
Alcuni modelli di veicoli da combattimento della fanteria:
(B) Veicoli corazzati da combattimento di fanteria (Armoured Infantry Fighting Vehicles) elencati nel CFE
- YPR-765 (25 mm)
- Marder
- AMX-10P
- FV 510 Warrior
- M2/M3 Bradley
- AFV 432 Rarden
- NM135
- BMP-1/BRM-1
- BMP-2
- BMP-1/BRM-1
- BMP-2
- BMP-23
- MLI-84
- BMP-1/BRM-1
- BMD-1
- BMD-2
- BMP-3
- Svezia CV-90

(C) Veicoli da combattimento ad armamento pesante (Heavy Armament Combat Vehicles) elencati nel CFE
- AMX-10RC
- ERC 90 Sagaie
- BMR-625-90
- Commando V 150
- FV101 Scorpion
- Alvis Saladin
- JPK-90
- M24 Chaffee
- AMX-13
- EBR-75 Panhard
- PT-76
- PT-76
- SU-76
- SU-100
- ISU-152

Altri veicoli da combattimento della fanteria più recenti
- VBTP-MR Guarani
- LAV-25
- WZ551
- ASCOD
- Patria AMV
- EBRC
- VBCI
- PUMA
- Abhay
- BVP M80
- Centauro
- VCC-80 Dardo
- Freccia
- BTR-90
- Al-Fahd
- CV-90
- BTR-3
- BVP M80
- Ratel
- Rooikat

## Galleria d'immagini

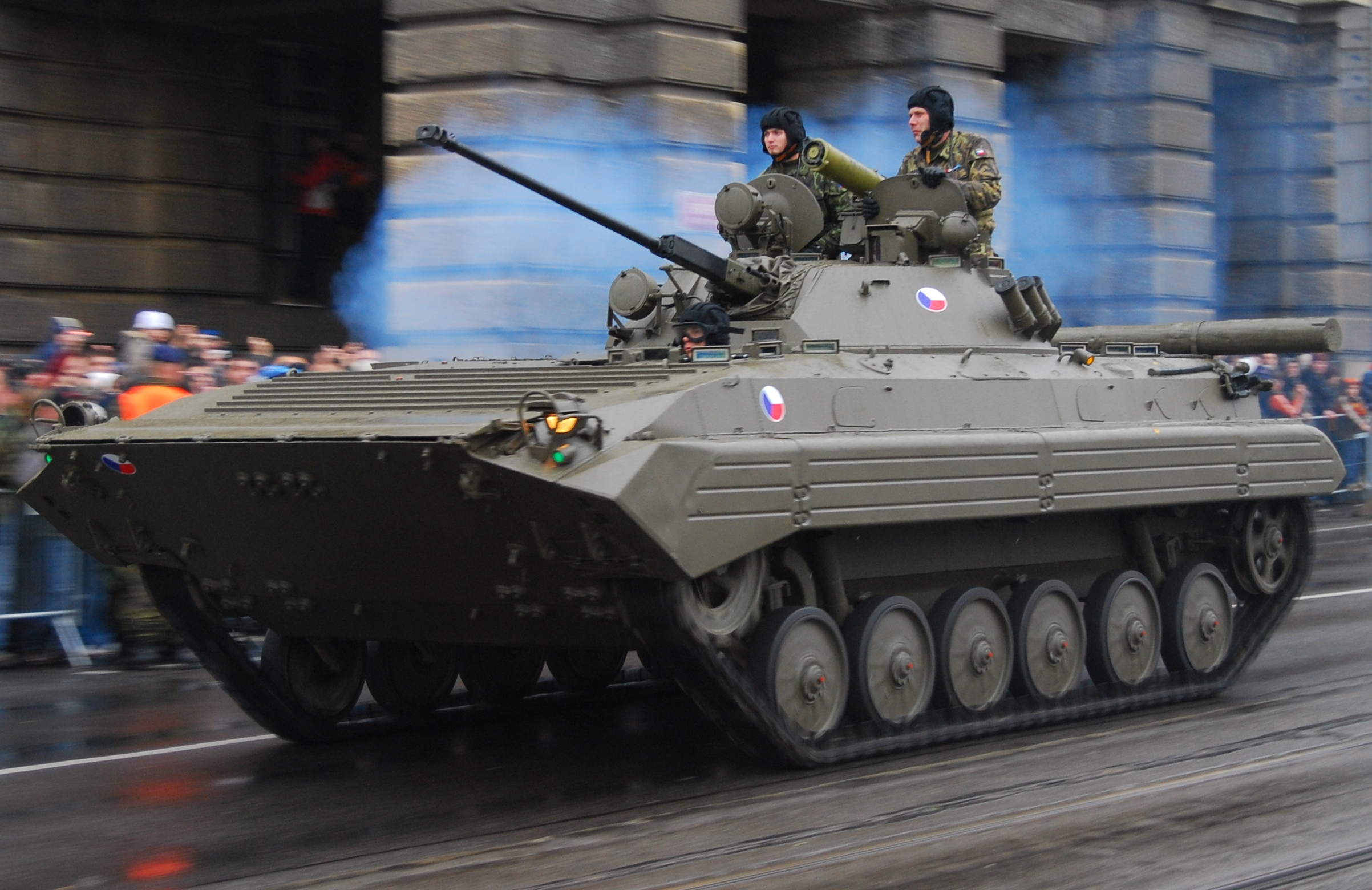
BVP-2 ceco/russo
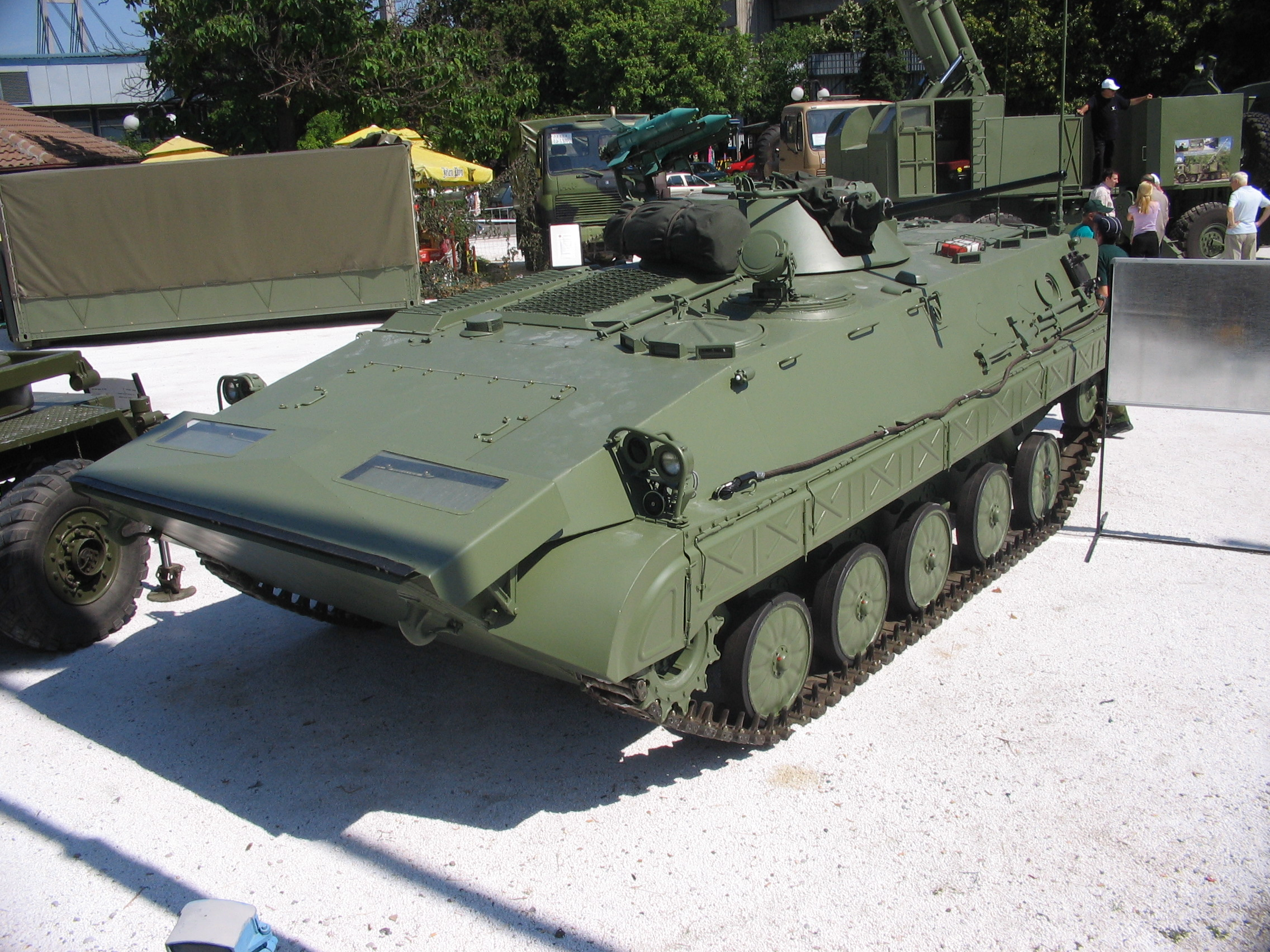
BVP M80 serbo
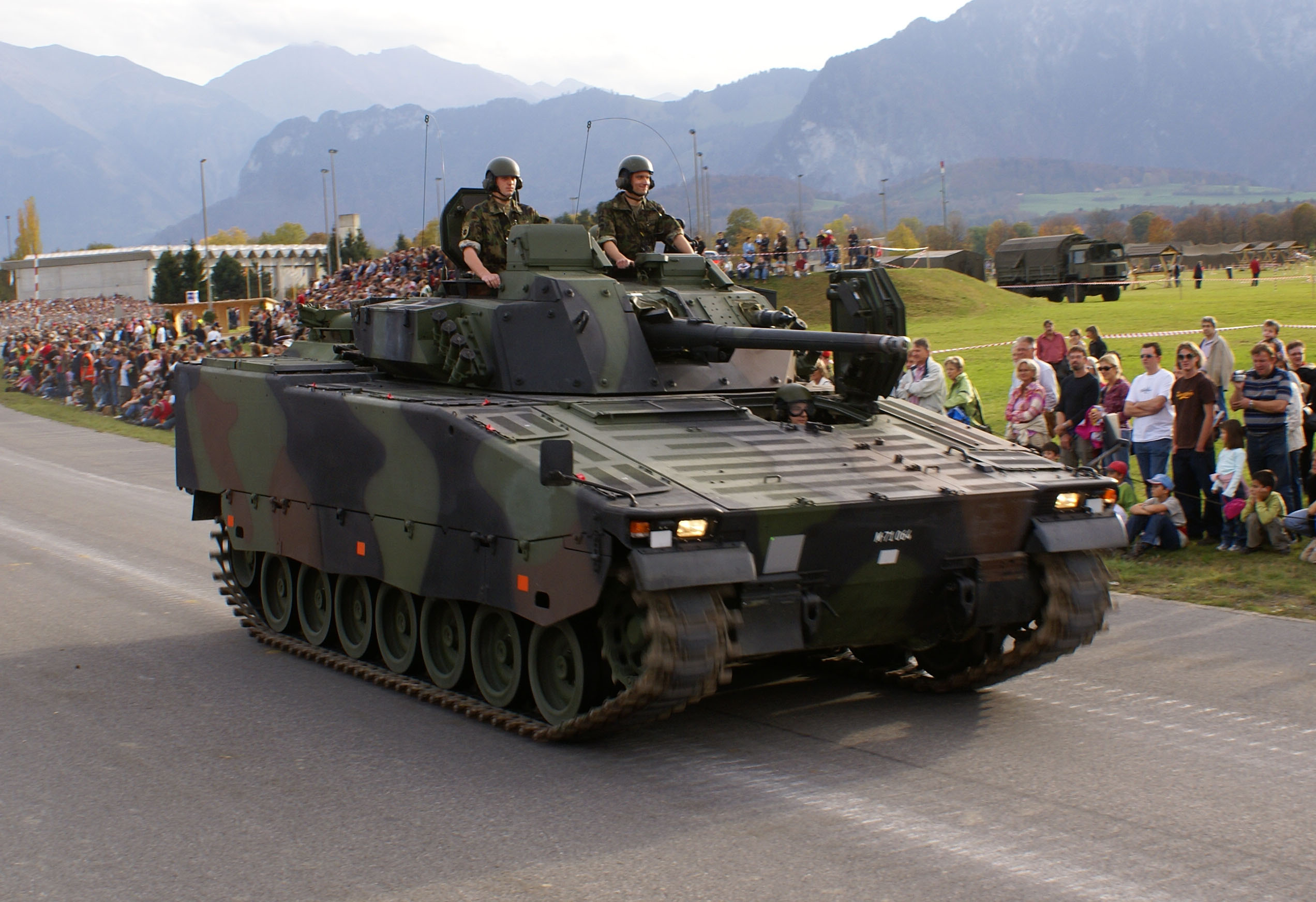
CV-90 svedese
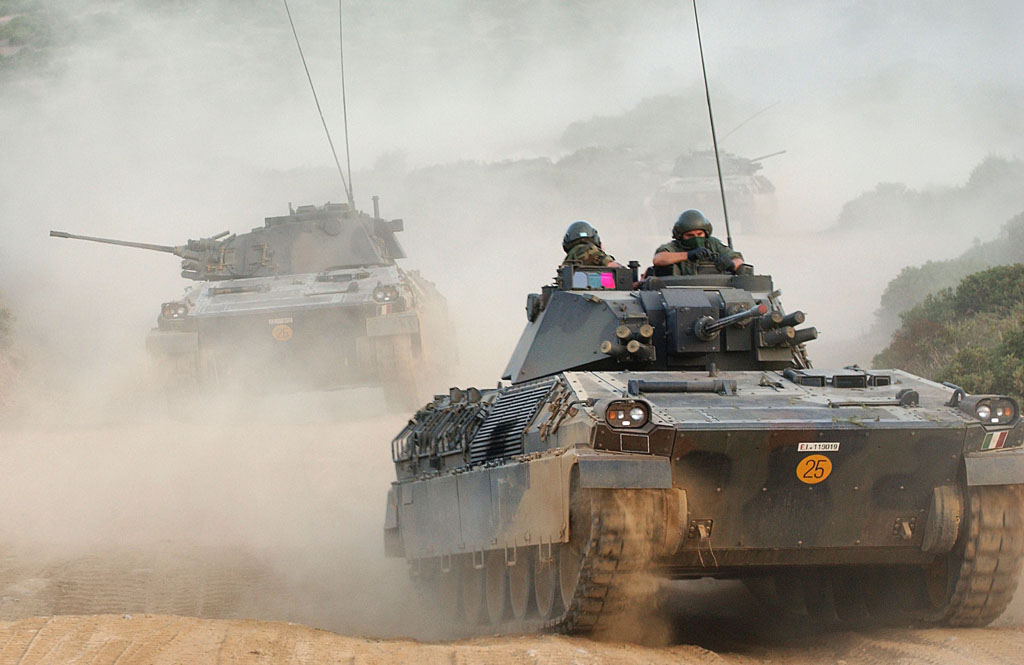
Dardo italiano
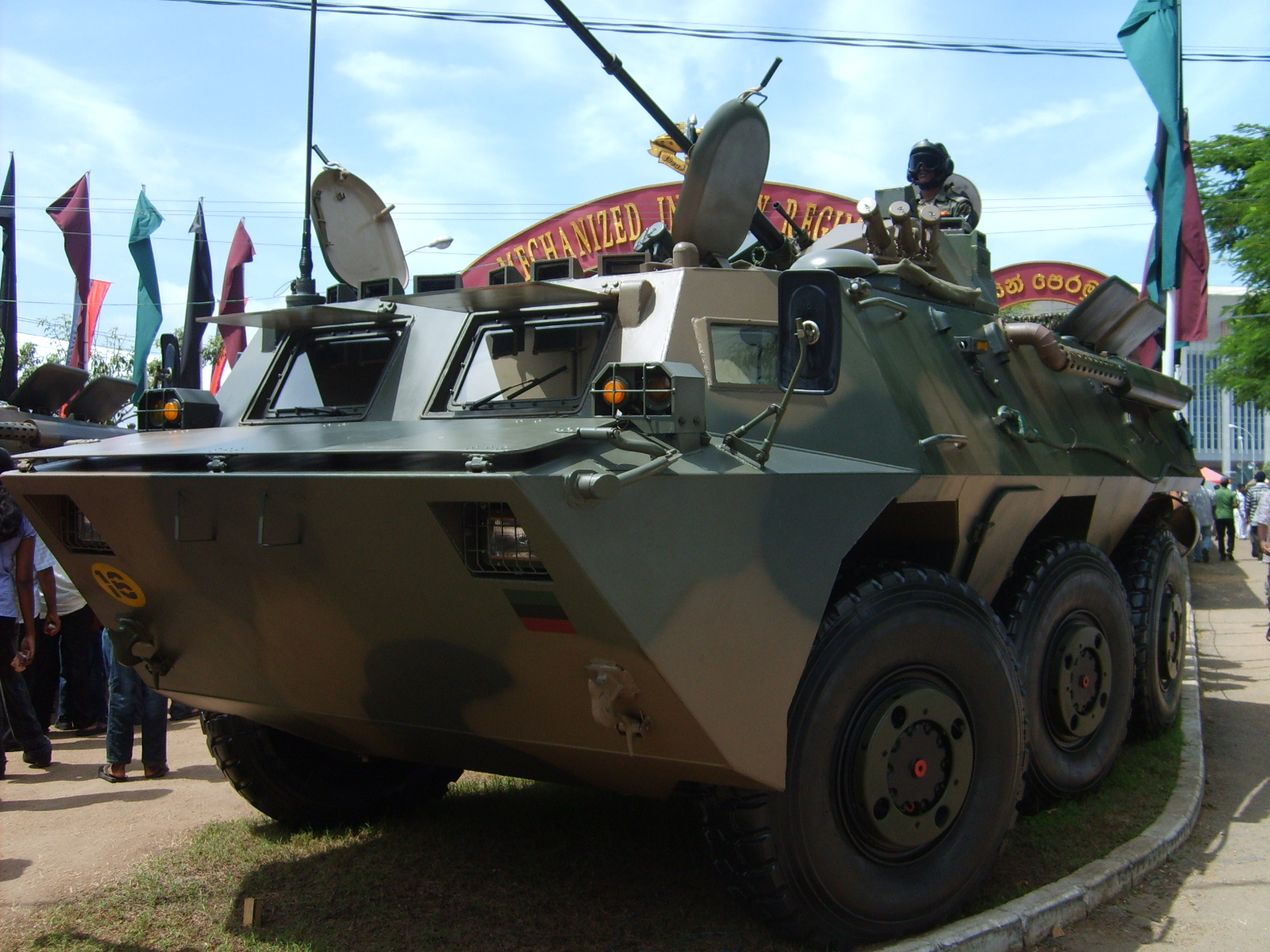
WZ551 cinese/Sri Lanka
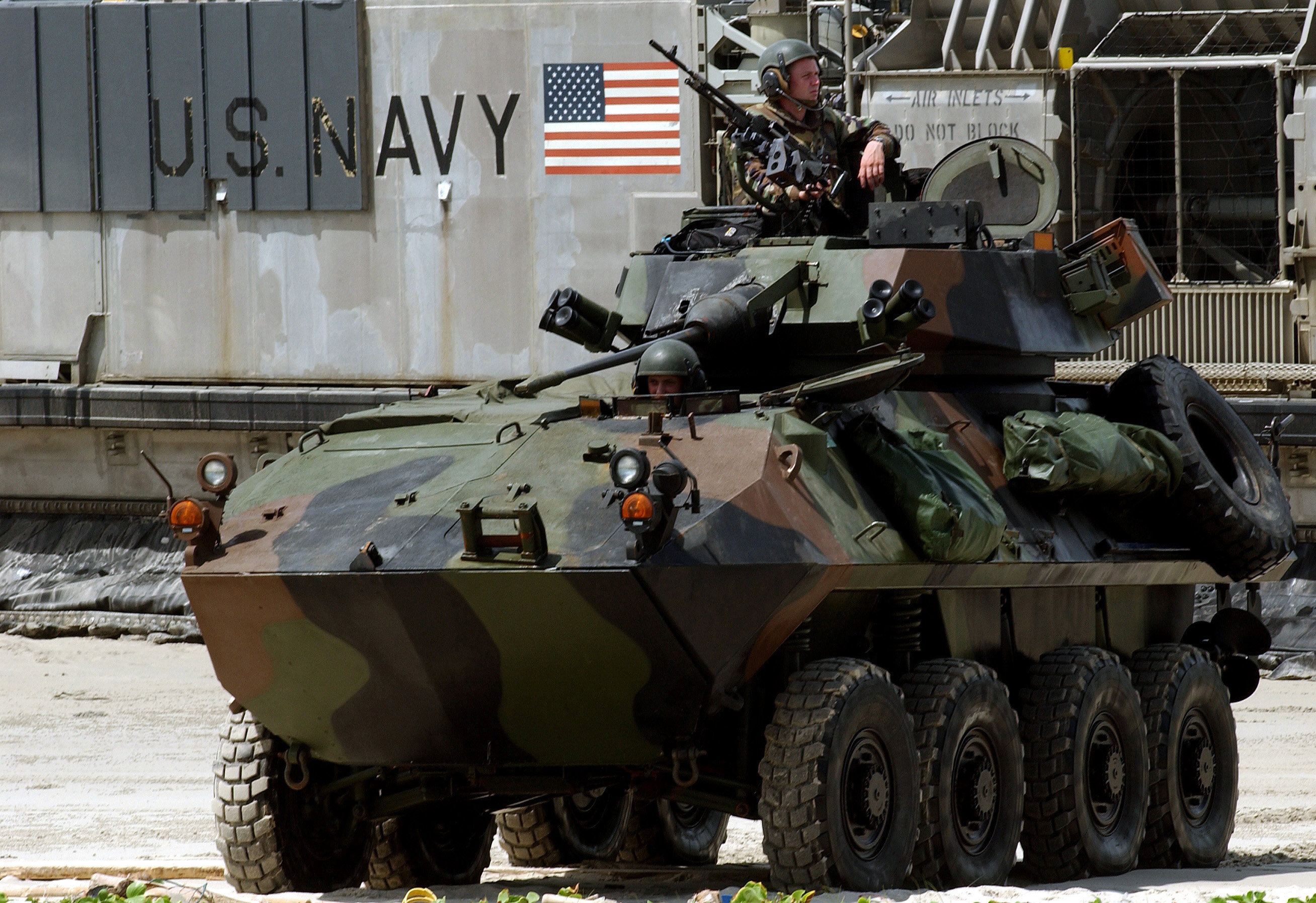
LAV-25 degli US Marines
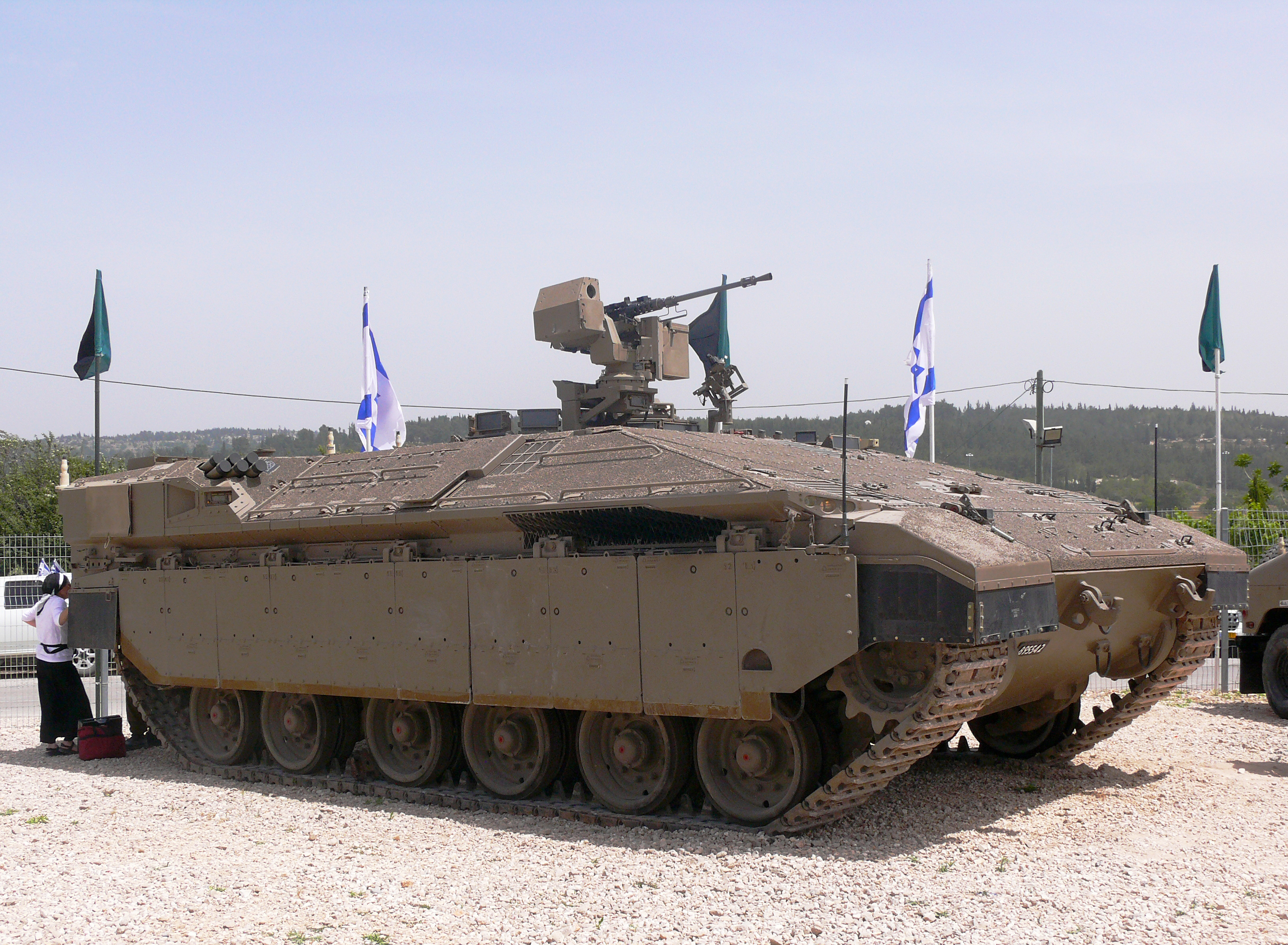
Namer israeliano
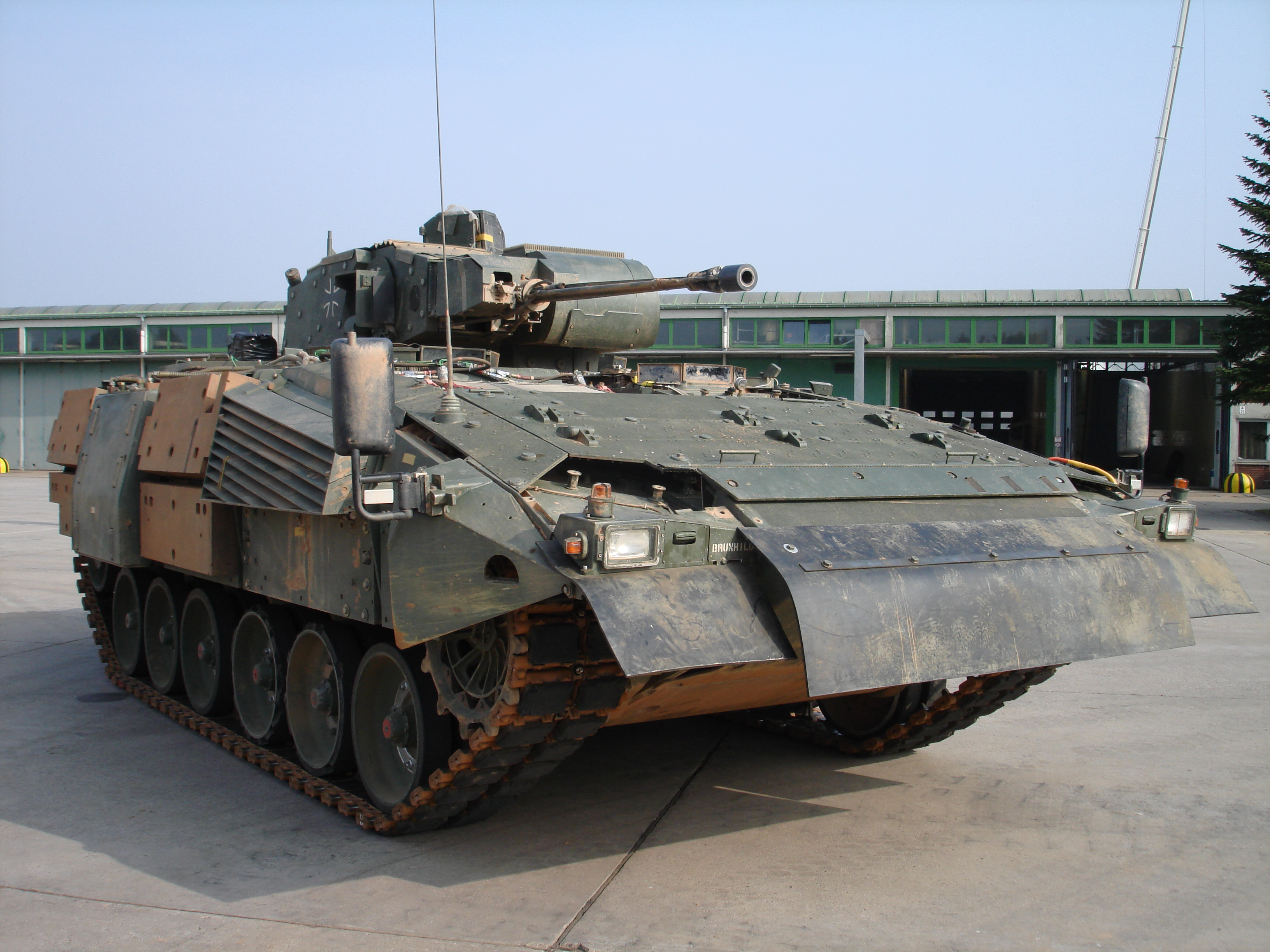
Puma tedesco
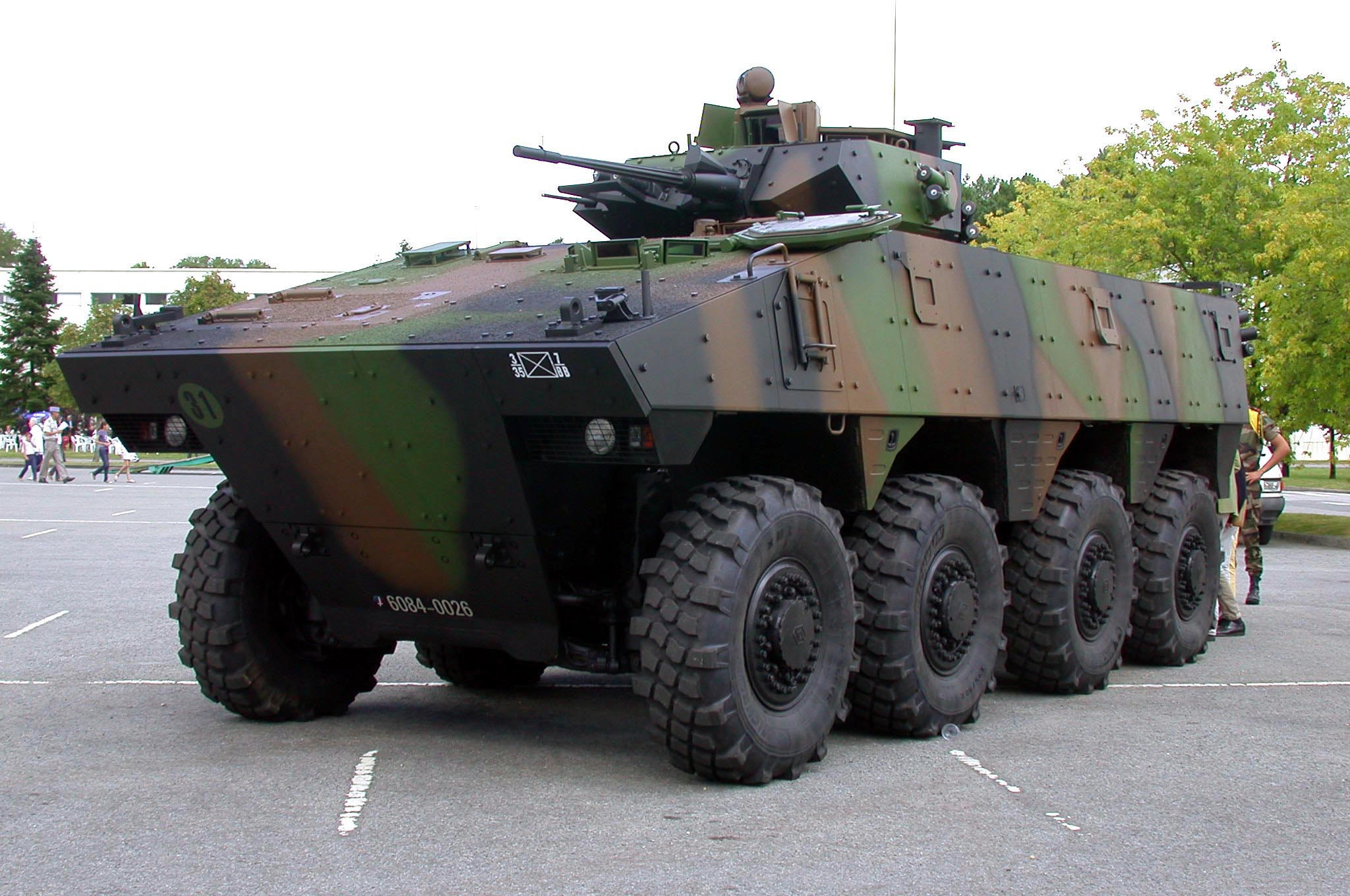
VBCI francese
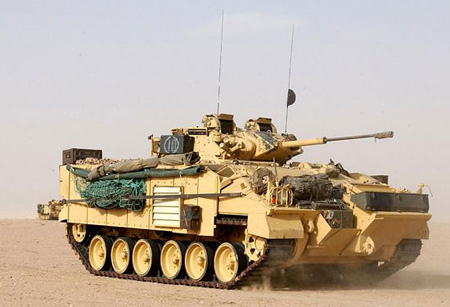
Warrior britannico
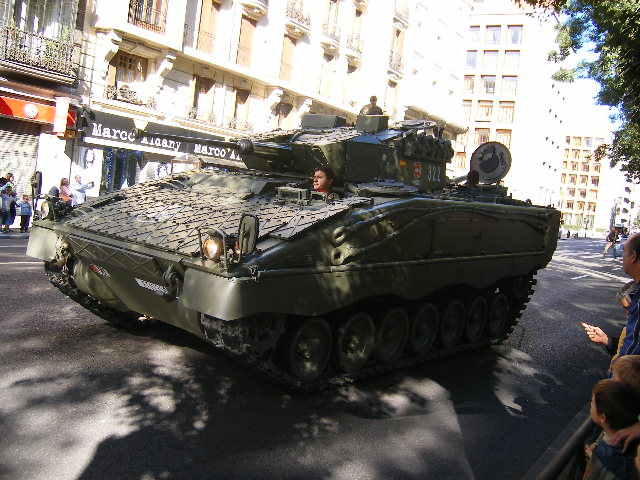
ASCOD AFV austro-spagnolo
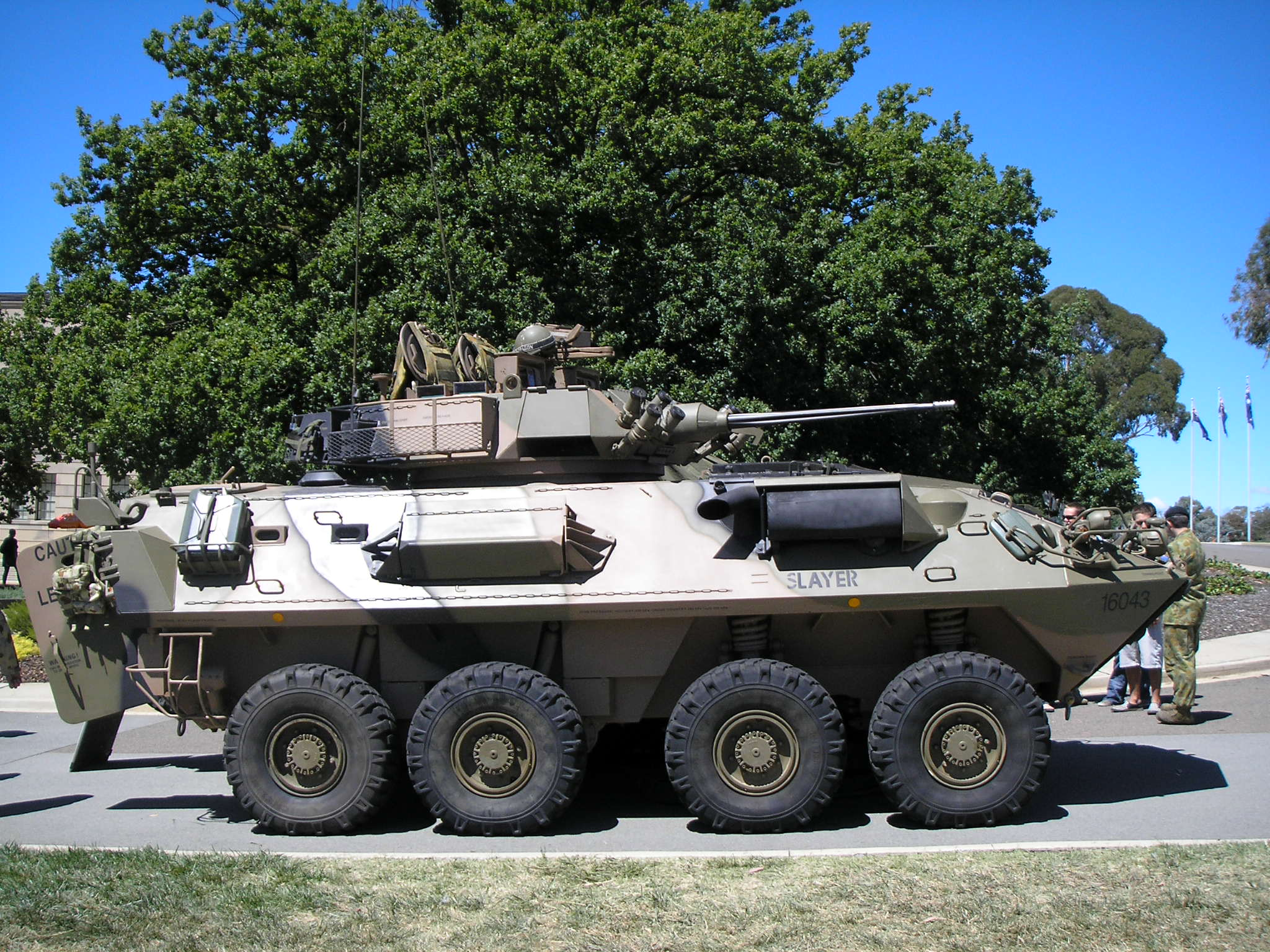
ASLAV australiano
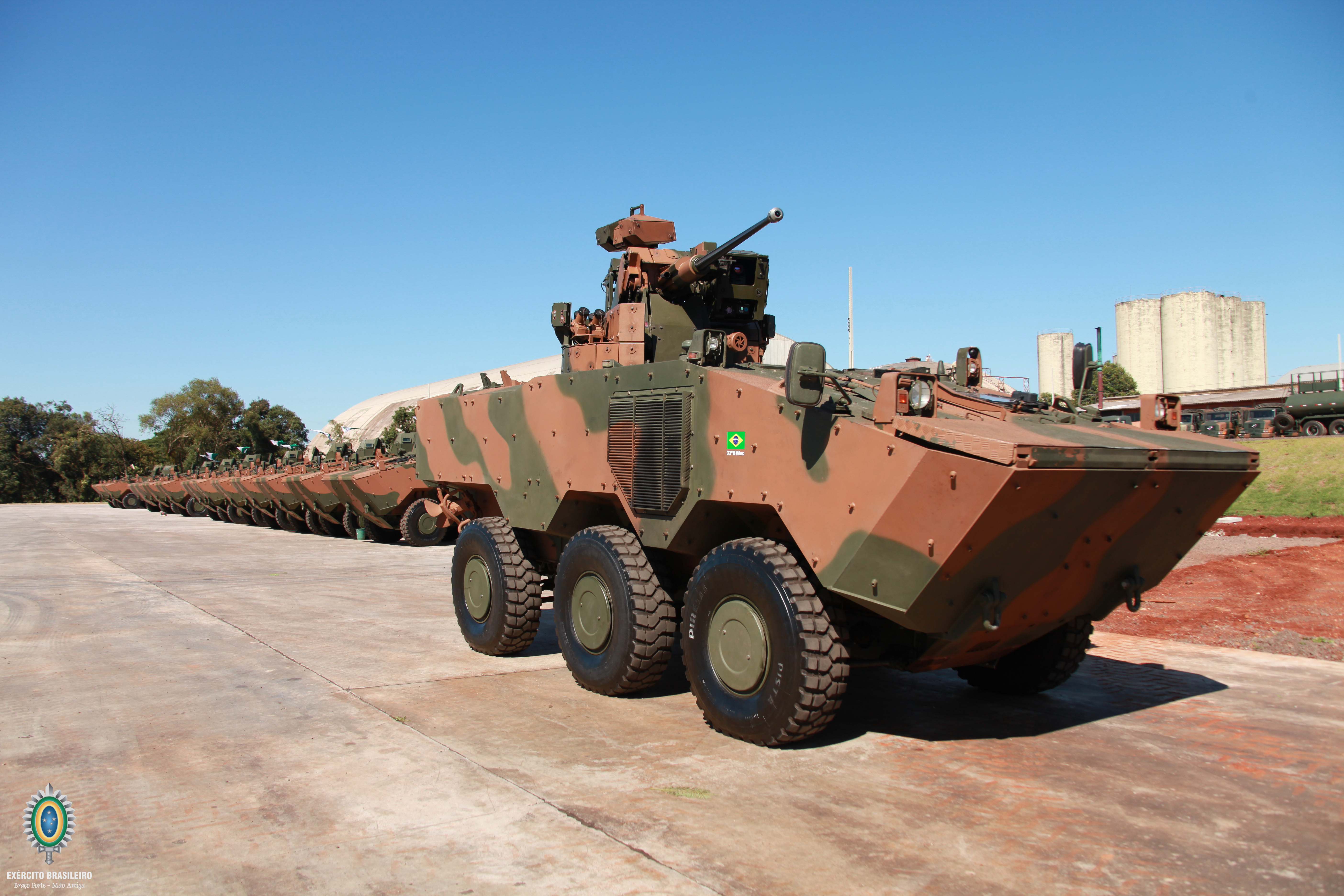
VBTP-MR Guarani brasiliano